# Österreichische Hotelvereinigung
Die Österreichische Hotelvereinigung (ÖHV) ist ein Verein und vertritt seit 1953 die Interessen von ca. 1700 Hotelbetrieben der Stadt-, Ferien- und Konzernhotellerie. Die ÖHV agiert damit als größte freiwillige Interessenvertretung im Tourismus auf österreichischer und europäischer Ebene wie auch als Serviceorganisation für ihre Mitglieder. Die Mitgliedschaft besteht, im Gegensatz zu den Kammern, auf freiwilliger Basis.

## Geschichte
Am 31. Mai 1953 fand in Innsbruck unter dem Vorsitz des Wiener Hoteliers Leopold Nedomansky die Gründungsversammlung der Österreichischen Hoteliervereinigung statt – die jedoch eine lange Vorgeschichte hatte: Bereits 1902 entstand die „Vereinigung Wiener Hotelbesitzer“, die 1938 ihre Tätigkeit einstellen musste, sie aber sofort nach Kriegsende 1945 wieder aufnahm. Es zeigte sich rasch, dass eine österreichweite Organisation notwendig war, wenn das damals primäre Ziel erreicht werden sollte – nämlich die internationale Positionierung für einen qualitätsvollen Österreichtourismus. Die Überlegung, innerhalb der Kammerorganisation eine eigene Berufsgruppe „Internationales Beherbergungsgewerbe“ zu bilden, konnte nicht realisiert werden. Daher wandelte sich der „Wiener Hotelbesitzerverein“ 1951 in die „Vereinigung österreichischer Hoteliers“ mit dem Ziel, in allen Bundesländern Mitglieder zu gewinnen. Mit der Neugründung der ÖHV zwei Jahre später fand der Erfolg dieser Bemühungen seine Bestätigung. Am 22. Jänner 2025 wurde in der ÖHV-Generalversammlung der Beschluss gefasst, dass die ÖHV sich in Österreichische Hotelvereinigung umbenennt.

## Aufgaben
Die Zielrichtung des Vereins hat sich in den letzten Jahren wesentlich erweitert. In den schwierigen Nachkriegsjahren standen die Beratung der Mitglieder bei der Planung und Durchführung betriebswirtschaftlicher und betriebstechnischer Maßnahmen sowie die Unterstützung der Werbung im Vordergrund. Heute geht es darüber hinaus um eine aktive Interessenvertretung, primär durch Presse- und Öffentlichkeitsarbeit sowie Lobbying, um die Mitgestaltung der Rahmenbedingungen für den Tourismus, die Beobachtung und Bewertung von Entwicklungstrends und die Zusammenarbeit mit Tourismusorganisationen, auch im internationalen Bereich. 1991 erhielt die ÖHV die Kollektivvertragsfähigkeit (Kollektivvertrag) zugesprochen. Im September 2023 wurde für die JUFA-Hotelgruppe ein eigener JUFA-Betriebs-Kollektivvertrag abgeschlossen. 
Die Mitgliedsbetriebe nutzen in der ÖHV auch operative Dienstleistungen in Marketing und Weiterbildung. Diese Serviceleistungen der ÖHV – die hauptsächlich von der 1998 gegründeten Tochtergesellschaft ÖHV Touristik Service GmbH abgewickelt werden – sind grundsätzlich auf Kostensenkung in den Betrieben sowie auf die Fortbildung der Unternehmer und der Mitarbeiter ausgerichtet. Von der Unternehmerakademie (UNA) bis hin zu eintägigen Praktikerseminaren bietet die ÖHV damit Aus- und Weiterbildungsprogramme für Unternehmer, Abteilungsleiter und Spezialisten. Das Weiterbildungsangebot ist im ISO-zertifizierten ÖHV-Campus gebündelt.
1966 übersiedelte das ÖHV-Winterarbeitsseminar, das erstmals 1959 in Bad Gastein stattfand, auf den Arlberg und war bis 1991 als „Zürser Woche“ eine Branchenveranstaltung. Heute nehmen rund 600 Hoteliers, Touristiker, Vertreter aus Politik und Wirtschaft sowie Journalisten am jährlichen ÖHV-Kongress teil.

## Mitglieder
Mit rund 1700 Mitgliedern repräsentiert die ÖHV ca. 207.500 Betten, das entspricht etwa der Hälfte der Kapazität in der 4- bis 5-Sterne-Hotellerie. Von den Mitgliedern sind rund 66 % der 4- und 5-Sterne-Hotellerie und etwa 17 % der 3-Sterne-Hotellerie zuzuordnen. Von den insgesamt rund 2100 4- und 5-Sterne-Hotels und -Hotels-Garni Österreichs gehören damit knapp 50 % zur ÖHV. Die Mitglieder kommen zu 72 % aus der Ferienhotellerie und zu 28 % aus der Stadthotellerie. Mit 85 % überwiegt (wie in der Gesamthotellerie auch) in der ÖHV der Anteil der Privathotellerie, der Konzernhotellerie gehören 15 % der Mitglieder an. Alle ÖHV-Mitglieder sind im Online-Mitgliederverzeichnis gelistet.

## Organisation
Die Vereinigung beruht auf ehrenamtlich agierenden Funktionären und hauptberuflichen Mitarbeitern. Der Verein ist auch 100 % Eigentümer der ÖHV Touristik Service GmbH.

## Präsidenten und Generalsekretär der ÖHV
Die ÖHV wird durch das Präsidium vertreten. Das Präsidium besteht aus 10 Personen: Aus dem Präsidenten, vier Vizepräsidenten und einem Finanzreferenten. Zusätzlich gehören dem Präsidium auch die Landesvorsitzenden jener Bundesländer an, die keinen Präsidenten oder keinen Vizepräsidenten stellen und daher nicht schon durch vorbezeichnete Funktionen im Präsidium vertreten sind. Diese Präsidiumsmitglieder sind im Präsidium stimmberechtigt. Seit dem 17. Jänner 2022 ist Ing. Walter Veit Präsident der ÖHV, er im Jänner 2025 mit seinem Team für 3 weitere Jahre bestätigt wurde. 
Präsidenten-Chronologie:
- Walter Veit (2022 – aktuell)
- Michaela Reitterer (2013–2022)
- Gregor Hoch (2013–2016)
- Sepp Schellhorn (2003–2013)
- Peter Peer (2003–2013)
- Helmut Peter (1993–2003)
- Günther Ronacher (1987–1993)
- Wolfgang Zorn (1981–1987)
- Ernst Skardarasy (1964–1981)
- Harriet Walderdorff (1963–1964)
- Josef Fuchs, (1962–1963)
- Eduard Josef Metzger (1957–1962)
- Gründerpräsident Leopold Nedomansky (1953–1957)

Generalsekretär der Österreichischen Hoteliervereinigung ist seit 2014 Markus Gratzer, zusätzlich agiert er als Geschäftsführer der ÖHV Touristik Service GmbH.